# Kommunalwahlen in Lettland 2025

Städte und Bezirksgemeinden Lettlands (Stand: 1. Juli 2025)

Die Kommunalwahlen in Lettland 2025 fanden am Samstag, dem 7. Juni, statt. Es waren die elften Kommunalwahlen seit der Wiederherstellung der staatlichen Unabhängigkeit im Jahr 1991.

## Wahlen
Gewählt wurden die Selbstverwaltungsorgane der kommunalen Gebietskörperschaften, das heißt die Mitglieder der Stadt- und Gemeinderäte.
Aktiv und passiv wahlberechtigt waren alle ständigen Einwohner Lettlands, die die Staatsangehörigkeit Lettlands oder eines anderen Mitgliedstaates der Europäischen Union besitzen und am Wahltag mindestens achtzehn Jahre alt waren. Das aktive Wahlrecht liegt dabei bei den ständigen Einwohnern der jeweiligen Gebietskörperschaft, die diese Voraussetzungen erfüllen. Das passive Wahlrecht besitzen neben den Einwohnern, die diese Voraussetzungen erfüllen, auch diejenigen, die in der jeweiligen Gebietskörperschaft ihren ständigen Arbeitsort haben oder Immobilien besitzen, sofern sie nicht durch ein Gerichtsurteil oder als ehemalige Angehörige sowjetischer oder ausländischer Geheimdienste oder als aktive Mitglieder politischer Organisationen, die nach dem Januar 1991 gegen die Republik Lettland tätig waren, durch Gesetz explizit vom passiven Wahlrecht ausgeschlossen sind.
Die Wahlen wurden in 42 Gebietskörperschaften – 35 Bezirksgemeinden (lettisch: novadi) und 7 staatsunmittelbaren Städten (lettisch: valstspilsētas) – abgehalten. Am 1. Juni 2021 entschied das Verfassungsgericht Lettlands, dass die Eingliederung der Bezirksgemeinde Varakļāni in die Bezirksgemeinde Rēzekne verfassungswidrig sei. Daraufhin beschloss die Saeima, die Existenz der Bezirksgemeinde Varakļāni als 43. Gebietskörperschaft bis 2025 zu erhalten. Im Juni 2024 beschloss die Saeima, dass die Bezirksgemeinde Varakļāni in die Bezirksgemeinde Madona eingegliedert wird und die Kommunalwahl 2025 innerhalb der neuen Grenzen der Bezirksgemeinde Madona stattfinden wird.